# Alessandro Florenzi
 Der er for få eller ingen kildehenvisninger i denne artikel, hvilket er et problem. Du kan hjælpe ved at angive troværdige kilder til de påstande, som fremføres i artiklen.

Alessandro Florenzi (italiensk udtale: [alesˈsandro floˈrɛntsi]; født 11. marts 1991) er en professionel fodboldspiller fra Italien, der spiller som enten midtbanespiller eller højre back for Roma og det italienske fodboldlandshold.
Florenzi startede sin professionelle karriere hos Roma i 2011, og har været hos klubben lige siden, hvis man fraregner en lejeaftale hos Crotone sæsonen 2011–12. På landsholdsniveau var han med til at vinde sølv for Italien U/21 ved U/21-EM i fodbold 2013, og repræsenterede Italien ved EM i fodbold 2016.